# Аматор из Труа
Аматор (умер ок.340 года) — святой епископ Труа. День памяти — 1 мая.
Святой Аматор, или Амадур (фр.: Amateur, Amadour) стал первый епископом Труа во времена императора Константа I. Бревиарий Труа упоминает об этом святом в первый майский день.
Если известно имя первого епископа Труа, то дата основания епархии неизвестна. Вероятно, оно последовал после принятия Миланского эдикта в 313 году римским императором Константином. По мнению Жана Шарля Курталона-Деластра (Jean Charles Courtalon-Delaistre), Конфлантин (Conflantin), глава епархии Санса предложил духовенству и гражданам Труа избрать себе епископа, которого он им сам посвятил.